# Аяччо (футбольний клуб)
Атлетичний клуб «Ая́ччо» (фр. Athletic club ajaccien, корс. Athletic Club Aiacciu), більше відомий як Ая́ччо (фр. Ajaccio, корс. Aiacciu) — французький футбольний клуб з однойменного корсиканського міста. В сезоні 2020/2021 клуб виступає у французькій Лізі 2, домашні матчі проводить на стадіоні Франсуа Коті, що здатний вмістити 10,5 тисяч вболівальників.

## Досягнення
- Ліга 2:
  -  Чемпіон (2): 1967, 2002
- Ліга 3:
  -  Чемпіон (1): 1998
- Чемпіонат Корсики
  - Чемпіон (9): 1921, 1922, 1934, 1939, 1948, 1950, 1955, 1964, 1994
- Кубок Корсики
  - Володар (4): 1934, 1950, 1955, 1961

## Колишні гравці
- Юрій Яковенко